# Microcosmus planus
Microcosmus planus is een zakpijpensoort uit de familie van de Pyuridae. De wetenschappelijke naam van de soort is voor het eerst geldig gepubliceerd in 1975 door Kott.